# De Hulk (plaats)
De Hulk is een buurtschap en natuurgebied in de gemeenten Koggenland en Hoorn in de Nederlandse provincie Noord-Holland. Voor de postadressen valt de buurtschap onder drie woonplaatsen, namelijk Scharwoude, Berkhout en Hoorn.
De Hulk ligt vastgeklemd tussen het dorp Scharwoude in het zuiden en in noorden door Berkhout en de Hoornse wijk Grote Waal. In het gebied van De Hulk ligt het knooppunt dat de wegen A7, N247, N194 en Venneweg met elkaar verbindt.
De Hulk ontstond als plaats rond een herberg, die langs de trekvaarten Hoorn-Alkmaar en Hoorn-Amsterdam was gelegen. Tevens ontleent de plaats zijn naam aan deze herberg: op het uithangbord van de Herberg stond een groot zeeschip, wat ook wel hulk werd genoemd. De buurtschap valt formeel onder Berkhout.
Een klein deel van de buurtschap is verdwenen door aanleg van het knooppunt van de snelwegen. Daarmee werd de buurtschap in drieën opgedeeld. In het zuiden ligt de bewoning die aan de Zesstedenweg is gelegen die naar Scharwoude loopt, in het noorden de uitlopende Hulkerweg die naar Berkhout loopt en in het oosten de weg De Hulk, deze weg gaat bij de spoorwegovergang over in het grondgebied van de gemeente Hoorn.
Tussen de A7 en waar de Venneweg en Hulkerweg in elkaar overgaan ligt vakantiepark Residence Markermeer (voorheen camping De Hulk), aan de andere kant van de Venneweg is camping 't Venhop gelegen.
In het kader van de landinrichting “WesterKogge” waarin De Hulk is gelegen werd tussen een 1983 en 1989 natuur- en recreatiegebied aangelegd, dat ook de naam De Hulk kreeg. Het gebied ligt grotendeels in de gemeente Koggenland, maar er ligt ook een deel in de gemeente Hoorn. Dat gedeelte loopt over in de wijk de Grote Waal. Het gedeelte in de gemeente Koggenland viel tot 1 januari 1979 onder de stede en gemeente Berkhout en van 1979 tot 2007 behoorde het tot de gemeente Wester-Koggenland, waarin de gemeente Berkhout was opgegaan.
Het natuur- en recreatiegebied is 58 hectare groot en bestaat uit een binnen- en buitendijks gebied. In het gebied grazen runderen en schapen op de weilanden die naast het bosgedeelte en de recreatievelden aanwezig zijn. In het gebied is er ook een kano-overstapplaats, die gebruikt kan worden om van het Markermeer naar het polderwater over te stappen.